# Croix du Chesne
La croix du Chesne est une croix de pierre située au Chesne, en France. Plusieurs hypothèses ont été faites sur sa signification. Mais c'est sans doute, tout simplement, une croix de carrefour, une mont-joie, un repère de chemin. On s'y arrêtait aussi pour prier. Les monuments de ce modèle étaient autrefois assez répandus sur les chemins de France, mais il n'en reste aujourd'hui que six ou sept sur le territoire national.

## Localisation
Cette croix de pierre est située sur la place centrale, à proximité de l'église du Chesne, dans le département français des Ardennes. Elle s'élève à côté du canal, proche de l'intersection entre la Grand'Rue et la rue du Lac-de-Bairon, l'intersection des routes de Louvergny, Tannay et Vouziers.

## Description
L'édicule est élevé initialement sur huit marches. Au début du XIXe siècle, seules deux marches étaient encore apparentes. Lorsque le canal des Ardennes a été creusé, la croix s'est retrouvée encore un peu plus enfoncée dans le sol et les marches enterrées, le monument était à ras-de-terre. La place a été depuis réaménagée et l'essentiel des marches sont réapparues.
La base hexagonale est ornée sur chacun de ses pans d'une ogive. Puis s'élève un fût à six faces, chacune creusée d'une ogive avec fronton. Les ogives abritaient des statues, aujourd'hui disparues. On ne possède des renseignements que sur une seule de ces statues, qui était celle de Saint-Jacques, patron du pays et de l'église paroissiale. De plus, pour certains auteurs, cette croix de carrefour se trouvait sur un chemin de Compostelle pour les pèlerins du nord. 
Au-dessus s'élève une croix en pierre, plus récente que les éléments précédents et qui s'est substituée à une colonne ornée de figures du Christ et de la Vierge. L'ensemble fait environ quatre mètres de hauteur.

## Historique
Si la partie la plus haute, la croix proprement dit, ne date que du Premier Empire, se substituant à une partie abattue pendant la Révolution française, les étages inférieurs sont du XVe siècle ou XVIe siècle. Une date est mentionnée, 1588, sans qu'on sache s'il s'agit de la fondation ou d'une première restauration.
Pendant la Première Guerre mondiale, la croix est ébréchée, et la partie supérieure de cette croix a été refaite. Pendant la Seconde Guerre mondiale, Le Chesne est violemment bombardée en 1940, la commune est en grande partie détruite, mais la croix reste debout au milieu des décombres.
L'édifice a été classé au titre des monuments historiques en 1922.